# Un crime dans la tête (film, 1991)
Pour les articles homonymes, voir Un crime dans la tête et Delirious.
Pour plus de détails, voir Fiche technique et Distribution.
Un crime dans la tête (Delirious) est un film américain réalisé par Tom Mankiewicz, sorti en 1991.

## Synopsis
Jack Gable écrit des scénarios pour un soap opera qui commence à s'essouffler. Il est en désaccord avec ses associés qui désirent faire disparaître le personnage de Rachel afin de le remplacer par une actrice moins chère. Un jour, alors qu'il s'apprête à partir en week-end avec Laura, l'actrice qui interprète Rachel, il est assommé par le coffre de la voiture qui s'est ouvert tout seul. Peu après, il est victime d'un accident de voiture et se réveille à l'hôpital. Croyant d'abord être victime d'une farce, il réalise qu'il se trouve désormais dans la série qu'il a lui-même écrite !

## Fiche technique
- Titre français : Un crime dans la tête
- Titre original : Delirious
- Réalisation : Tom Mankiewicz
- Scénario : Lawrence J. Cohen & Fred Freeman
- Musique : Cliff Eidelman
- Photographie : Robert M. Stevens
- Montage : William D. Gordean & Tina Hirsch
- Production : Doug Claybourne, Lawrence J. Cohen et Fred Freeman
- Société de production et de distribution : Metro-Goldwyn-Mayer
- Pays de production :  États-Unis
- Langue : Anglais
- Format : Couleur - Dolby - 35 mm - 1.85:1
- Genre : Comédie, Fantastique
- Durée : 92 min
- Date de sortie : 
  - États-Unis : 9 août 1991

## Distribution
- John Candy (VF : Marc François) : Jack Gable
- Mariel Hemingway (VF : Martine Irzenski) : Janet Dubois / Louise
- Emma Samms (VF : Marie Vincent) : Rachel Hedison / Laura Claybourne
- Raymond Burr (VF : André Valmy) : Carter Hedison
- Charles Rocket (VF : Guy Chapellier) : Ty Hedison
- David Rasche (VF : Patrick Floersheim) : Dr Paul Kirkwood / Dennis
- Dylan Baker (VF : Olivier Destrez) : Blake Hedison
- Andrea Thompson : Helen Caldwell
- Zach Grenier (VF : Nicolas Marié) : Mickey
- Jerry Orbach (VF : Joël Martineau) : Lou Sherwood
- Renee Taylor (VF : Monique Thierry) : Arlene Sherwood
- Robert Wagner (VF : Dominique Paturel) : Jack Gates (non crédité)
- Mark Boone Junior : le réparateur du câble
- John Michael Bolger : Len
- Marvin Kaplan : le réparateur de la machine à écrire
- Margot Kidder : la femme dans les toilettes (non créditée)

## Anecdote
- Il s'agit du dernier film de Raymond Burr.
- Remplaçante de Pamela Sue Martin dans le rôle de Fallon Carrington Colby à partir de la saison 5 de Dynastie puis dans son "spin-off" Dynastie 2 : Les Colby, Emma Samms se livre en somme ici à une forme d'auto-parodie.